# Кайла Бенворт
Кайла Бенворт (англ. Kayla Banwarth; нар. 21 січня 1989, Дуб'юк, Айова, США) — американська волейболістка і тренер. Чемпіонка світу і бронзова медалістка Олімпійських ігор 2016 року. Виступала на позиції ліберо.

## Клуби
| Роки      | Клуби                   |
| --------- | ----------------------- |
| 2011—2012 | «Пост» (Швехат)         |
| 2012—2013 | «Дрезднер СК» (Дрезден) |
| 2013—2014 | «Рабіта» (Баку)         |

## Статистика
Статистика виступів у збірній на Олімпіаді і чемпіонаті світу:
| Рік    | Турнір           | Ігри | Сети | Очки | Ср. | Місце | Примітки |
| ------ | ---------------- | ---- | ---- | ---- | --- | ----- | -------- |
| 2014   | Чемпіонат світу  | 11   | 37   | 0    | 0   | 1     |          |
| 2016   | Олімпійські ігри | 7    | 29   | 0    | 0   | 3     |          |
| Всього | Всього           | 18   | 66   | 0    | 0   |       |          |